# Johannes Wübbe
John Wübbe, né le 23 février 1966 à Lengerich (Basse-Saxe, Allemagne), est un prélat catholique allemand, évêque auxiliaire d'Osnabrück depuis 2013.

## Biographie
John Wübbe obtient son baccalauréat en 1985, au Gymnasium Leoninum d'Handrup puis étudie la théologie et la philosophie catholique aux universités de Münster et de Fribourg.
Il est ordonné prêtre le 20 mai 1993, par Mgr Ludwig Averkamp, évêque d'Osnabrück.
Le père Wübbe travaille ensuite comme vicaire de la paroisse Saint-Jean d'Osnabrück. De 1997 à 2000, il exerce la charge de vicaire de la paroisse Saint-Guy Provost de Meppen. De 2000 à 2010, il est responsable de la pastorale des jeunes, et, parallèlement, en 2002, il devient président de la Fédération de la jeunesse catholique allemande (BDKJ) pour le diocèse d'Osnabrück. En 2010, il est nommé curé de Spelle, Schapen, Lünne et Venhaus.
Le 18 juin 2013, le pape François le nomme évêque titulaire de Ros Cré (de) et évêque auxiliaire d'Osnabrück. Il est consacré le 1er septembre 2013, en la cathédrale Saint-Pierre d'Osnabrück, par Mgr Franz-Josef Bode (évêque d'Osnabrück), assisté de NN.SS. Theodor Kettmann et Norbert Werbs.